# 3. brigada divizije »Venezia«
Za druge 3. brigade glejte 3. brigada.
3. brigada divizije »Venezia«  je bila brigada v sestavi Narodnoosvobodilne vojske in partizanskih odredov Jugoslavije in ki je delovala med drugo svetovno vojno na področju Kraljevine Jugoslavije.